# PGC 1540505
LEDA/PGC 1540505 ist eine Galaxie im Sternbild Herkules am Nordsternhimmel, die schätzungsweise 474 Millionen Lichtjahre von der Milchstraße entfernt ist. Die Galaxie gilt als Mitglied des Herkules-Galaxienhaufens Abell 2151.

Im selben Himmelsareal befinden sich u. a. die Galaxien NGC 6039, NGC 6045, NGC 6047, NGC 6050.